# Irina Staryj
Irina Alexándrovna Staryj –en ruso, Ирина Александровна Старых– (Kurgán, 26 de agosto de 1987) es una deportista rusa que compite en biatlón. Ganó cinco medallas en el Campeonato Europeo de Biatlón, en los años 2013 y 2017.

## Palmarés internacional
| Campeonato Europeo | Campeonato Europeo       | Campeonato Europeo | Campeonato Europeo |
| Año                | Lugar                    | Medalla            | Prueba             |
| ------------------ | ------------------------ | ------------------ | ------------------ |
| 2013               | Bansko (Bulgaria)        | Medalla de oro     | Velocidad          |
| 2017               | Duszniki-Zdrój (Polonia) | Medalla de oro     | Individual         |
| 2017               | Duszniki-Zdrój (Polonia) | Medalla de oro     | Persecución        |
| 2017               | Duszniki-Zdrój (Polonia) | Medalla de oro     | Relevo mixto       |
| 2017               | Duszniki-Zdrój (Polonia) | Medalla de bronce  | Velocidad          |